# Sertolovo
Sertolovo (Russisch: Сертолово; Fins: Sierattala) is een stad in de Russische oblast Leningrad.
Het dorp Sirotala werd reeds begin van de 16e eeuw genoemd in Novgorodse geschriften. Dit woord is waarschijnlijk een combinatie van de Finse of Ingrische woorden siro "elegantie" en talo "huis"; het betekende dus zoiets als "landgoed".
In zijn huidige hoedanigheid ontstond Sertolovo in 1936, als militaire grenspost op de plek van een voormalige Ingrische nederzetting. In 1977 kreeg Sertolovo de status van een nederzetting met stedelijk karakter; vanaf 1998 heeft het de 'echte' stadsstatus.
Sertolovo heeft ongeveer 38.000 inwoners en ligt zo'n 20 kilometer ten noorden van Sint-Petersburg. De aanwezigheid van een militaire academie drukt een groot stempel op de stad: zo'n 70% van de inwoners is of was beroepshalve aan het leger gelieerd.

## Geboren in Sertolovo
- Sergej Tsjernetski (1990), wielrenner

Bestuurlijk centrum: Sint-Petersburg (geen onderdeel van de oblast)

Steden: Boksitogorsk · Gatsjina · Ivangorod · Kamennogorsk · Kingisepp · Kirisji · Kirovsk · Kommoenar · Ljoeban · Lodejnoje Pole · Loega · Nikolskoje · Novaja Ladoga · Otradnoje · Pikaljovo · Podporozje · Primorsk · Priozersk · Sertolovo · Sjasstroj · Sjlisselburg · Slantsy · Sosnovy Bor · Svetogorsk · Tichvin · Tosno · Volchov · Volosovo · Vsevolozjsk · Vyborg · Vysotsk

Stedelijke districten: Sosnovy Bor

Gemeentelijke districten: Boksitogorski · Gatsjinski · Kingiseppski · Kirisjski · Kirovski · Lodejnopolski · Loezjski · Lomonosovski · Podporozjski · Priozerski · Slantsevski · Tichvinski · Tosnenski · Volchovski · Volosovski · Vsevolozjski · Vyborgski